# Christen Andreas Fonnesbech
Christen Andreas Fonnesbech (Copenaghen, 7 luglio 1817 – Copenaghen, 17 maggio 1880) è stato un politico danese, Presidente del Consiglio della Danimarca dal 14 luglio 1874 all'11 giugno 1875.